# Opération de l'Union européenne
- Union européenne
- Missions civiles
- Opérations militaires
- Opérations civilo-militaires

Opérations civiles et militaires en cours :
Union européenne
Missions civiles
Opérations militaires
Opérations civilo-militaires
Opérations militaires navales

Les opérations et les missions de l'Union européenne conduites au titre de la politique de sécurité et de défense commune (PSDC) peuvent être de trois natures : militaire, civile ou civilo-militaire.

## Typologie
En ce qui concerne les grandes catégories, l'UE mène des opérations de type militaire et portant l'abréviation « FOR », et des missions (plutôt civiles). Les missions sont notamment :
- les missions de police, les  « POL » ;
- les missions juridiques, les « LEX » et les « JUST » (« état de droit » et « justice ») ;
- les missions de formation, les  « TM » (pour  « training mission ») ;
- les missions d'assistance aux frontières, les  « BAM » ( « border assistance mission »),
- les missions de conseil militaire les  « MAM », (« military advisory mission ») ,
- les missions d'observations, les « MM », (« monitoring mission »)
- et les missions de renforcement des capacités, les « CAP » (« capacity building mission »).

## Historique

### Impact du Covid-19
Au début de la pandémie, le 6 mars 2020, la capacité militaire de planification et de conduite (MPCC) et la capacité civile de planification et de conduite (CPCC) ont chacune émises des instructions à destination des missions et opérations en cours. Rapidement (moins de huit semaines), le personnel de chacune des missions a été réduit de moitié et les activités de formation furent arrêtées.
En juin 2020, le Conseil européen demanda le retour urgent du personnel qui avait été retiré des zones d'opération : en octobre 2021, seulement 80 à 85 % du personnel était de retour par rapport à l'avant-pandémie.

### TM  pour  training mission
Entre le 16 et le 22 octobre  2023, l'Union européenne a réalisé son tout premier exercice militaire réel LIVEX depuis la Base navale de Rota, pour tester en grandeur nature ce que pourrait être la capacité de déploiement rapide de l’UE. Elle impliquait dix neuf états et étaient rassemblé 2 800 soldats, 25 aéronefs, 6 navires, des forces spéciales. L'annonce a été faite par Josep Borrell depuis le Juan Carlos I (L61).
| Début | Opération                                                       | Zone d'opération          | Mandat UE | Nature                                                                                   |
| ----- | --------------------------------------------------------------- | ------------------------- | --------- | ---------------------------------------------------------------------------------------- |
| 2024  | LIVEX                                                           | Espagne                   |           | Tester en grandeur nature ce que pourrait être la capacité de déploiement rapide de l’UE |
| 2016  | European Union Training Mission in the Central African Republic | République centrafricaine |           |                                                                                          |
| 2013  | European Union Training Mission in Mali                         | Mali                      |           |                                                                                          |
| 2010  | European Union Training Mission in Somalia                      | Somalie                   |           |                                                                                          |

### Opérations militaires
| Début | Opération          | Zone d'opération          | Mandat ONU        | Nature |
| ----- | ------------------ | ------------------------- | ----------------- | --- |
| 2004  | EUFOR Althea       | Bosnie-Herzégovine        | #1575             | Opération de maintien de la paix en Bosnie-Herzégovine mise en place à partir de décembre 2004. Elle prend la suite d'une opération de l'OTAN. Elle s'inscrit dans le cadre des accords Berlin Plus qui permettent d'avoir recours aux moyens et capacités de l'OTAN. C'est la dernière opération menée dans ce cadre. Elle repose sur l'action commune 2004/570/PESC du Conseil du 12 juillet 2004. |
| 2008  | EUNAVFOR Atalanta  | Somalie                   | #1816 #1838       | Intervention de l'EUNAVFOR aux large des côtes de Somalie. Elle est mise en place par l'action commune 2008/851/PESC du Conseil du 10 novembre 2008,. |
| 2010  | EUTM Somalia       | Somalie                   |                   | Mission militaire de formation de l'armée somalienne. Elle est mise en œuvre par la décision 2010/197/PESC du Conseil du 31 mars 2010,. |
| 2013  | EUTM Mali          | Mali                      |                   | Mission de formation des forces maliennes. Elle repose sur la décision 2013/34/PESC du Conseil du 17 janvier 2013,. |
| 2016  | EUTM RCA           | République centrafricaine |                   | Mission militaire de formation de l'armée centrafricaine. Elle repose sur la décision 2016/1137/PESC du Conseil du 12 juillet 2016,. |
| 2020  | EUNAVFOR Med IRINI | Méditerranée              | #2473 #2509 #2510 | Mission militaire pour faire respecter l'embargo sur les armes imposé à la Libye, décidée le 31 mars 2020 par le Conseil de l'Union européenne,. |
| 2021  | EUTM Mozambique    | Mozambique                |                   | Mission militaire de formation de l'armée mozambicaine. Elle repose sur la décision 2021/1143/PESC du Conseil du 12 juillet 2021. |
| 2022  | EUMAM Ukraine      | Union européenne          |                   | Mission militaire d'assistance aux forces armées ukrainiennes. Elle repose sur la décision 2022/1968/PESC du Conseil du 17 octobre 2022. |

### Missions civiles
L'Union européenne mène onze missions civiles de gestion de crise au titre de la PSDC. Elles concernent quatre zones géographiques : les Balkans, d'anciennes républiques socialistes soviétiques, le Proche-Orient et l'Afrique.
| Début | Opération              | Zone d'opération          | Mandat ONU | Nature |
| ----- | ---------------------- | ------------------------- | ---------- | --- |
| 2002  | PAMECA                 | Albanie                   |            | Mission d'assistance technique visant à soutenir et à aider les principaux services de police albanais, en particulier la police d'État et les procureurs albanais. Cette mission n'a pas été montée dans le cadre de la PESC/PSDC. Elle ne figure pas dans la liste des opérations référencées sur le site de l'EEAS.                                                                           |
| 2005  | EUBAM Moldavie Ukraine | Moldavie, Ukraine         |            | Mission d'assistance à la surveillance aux frontières de Moldavie et d'Ukraine. Elle est basée sur le protocole d’accord du 7 octobre 2005 entre la Commission, la Moldavie et l'Ukraine |
| 2005  | EUBAM Rafah            | Palestine, Israël         |            | Mission d'assistance au poste frontière de Rafah. Elle est mise en place par l'action commune 2005/889/PESC. |
| 2006  | EUPOL Copps            | Palestine                 |            | Mission de formation des services de la police palestinienne dans les territoires palestiniens (actuellement uniquement en Cisjordanie). Elle est mise en place par l'action commune 2005/797/PESC du 14 novembre 2005. |
| 2008  | EULEX Kosovo           | Kosovo                    | #1244      | Mission qui vise à renforcer les capacités du Kosovo en matière de police et de justice et de douanes. Elle comprend environ 3 000 personnes (dont 1900 experts internationaux). Elle a été adoptée par l'action commune 2008/124/PESC du 4 février 2008, modifiée et prorogée par la décision 2012/291/PESC du 5 juin 2012 et de nouveau prorogé par la décision 2014/349/PESC du 12 juin 2014. |
| 2008  | EUMM Géorgie           | Géorgie                   |            | Mission d'observation dans le cadre du cessez-le-feu entre les séparatistes et le gouvernement. Elle a été créée par l'action commune 2008/736/PESC. |
| 2012  | EUCAP Nestor / Somalie | Somalie                   |            | Mission de renforcement des capacités maritimes régionales dans les États de la corne de l'Afrique et dans l'océan Indien occidental. La mission EUCAP Nestor, adoptée par la décision 2012/389/PESC, est renommée EUCAP Somalia par la décision (PESC) 2016/2240 du 12 décembre 2016. |
| 2012  | EUCAP Sahel Niger      | Niger                     |            | Mission dite de renforcement de capacité, en assistance des forces de sécurité au Niger, dans le cadre de la lutte contre le terrorisme et la criminalité organisée. La mission est mise en place par la décision 2012/392/PESC. |
| 2013  | EUBAM Libye            | Libye                     |            | Mission de soutien et d'assistance aux frontières de la Libye. Elle a été créée par la décision 2013/233/PESC du 22 mai 2013. |
| 2014  | EUAM Ukraine           | Ukraine                   |            | Mission de conseil aux forces de sécurité intérieure ukrainiennes. Elle est créée par la décision 2014/486/PESC du 22 juillet 2014. |
| 2015  | EUCAP Sahel Mali       | Mali                      |            | Mission de soutien aux capacités intérieures maliennes. Elle a été mise en place par la décision 2014/219/PESC du 15 avril 2014 |
| 2017  | EUAM Irak              | Irak                      |            | Mission de conseil et d'assistance au gouvernement irakien dans la mise en œuvre des aspects civils de la stratégie de sécurité irakienne. |
| 2019  | EUAM RCA               | République centrafricaine |            | Mission civile de conseil auprès du gouvernement centrafricain pour soutenir la réforme du secteur de la sécurité et contribuer à la réorganisation et au déploiement des forces de sécurité intérieure du pays. |
| 2023  | EUMP Moldavie          | Moldavie                  |            | Mission civile ayant pour objectif de « renforcer la résilience du secteur de la sécurité du pays dans les domaines de la gestion des crises et des menaces hybrides, y compris la cybersécurité et la lutte contre la manipulation de l'information et l'ingérence étrangères ». |
| 2023  | EUM Arménie            | Arménie                   |            | Mission civile de la politique de sécurité et de défense commune de l'Union européenne sur le territoire de la république d'Arménie. |

## Opérations terminées
De son origine à 2021, l'Union européenne a engagé et terminé 23 opérations, dont 9 opérations militaires.
Parmi les opérations militaires, l'opération de soutien de l'UE à l'AMIS II ne figure pas dans la liste figurant sur le site du Service européen pour l'action extérieure (SEAS / EEAS). L'opération EUFOR Libye, mort-née, n'y figure pas non plus,.
Parmi les opérations civiles, deux ne sont donc pas recensées sur le site du SEAS : la Mission d'observation en Yougoslavie (ECMM) lancée en 1991 avant que ne soit instaurée la PESC, et la Mission civile d'observation de l'Union européenne dans les Balkans (EUMM Balkans) lancée en 2000.

### Opérations militaires
| Année début | Année fin | Opération                   | Zone d'opération                 | Mandat ONU | Nature de l'opération |
| ----------- | --------- | --------------------------- | -------------------------------- | ---------- | --- |
| 2003        | 2003      | FYROM Concordia             | Macédoine                        |            | Opération de stabilisation de l'Ouest de la Macédoine appuyée par les moyens de commandement de l'OTAN. Cette mission rassemble 400 militaires provenant de 26 pays (dont 13 européens) de mars à décembre 2003. Action commune 2003/92/PESC du Conseil, du 27 janvier 2003 |
| 2003        | 2003      | Opération Artémis           | République démocratique du Congo | #1484      | Opération militaire d'interposition en Ituri, province de l'est de la République démocratique du Congo (RDC). De juin à septembre 2003, 2 200 militaires en provenance de 17 pays parviennent à garantir la sécurité des populations dans le secteur de la capitale régionale (Bunia) dans l'attente du déploiement des casques Bleus de la MONUC (Mission des Nations unies en RDC). Il s'agit de la première opération militaire de l'Union européenne réalisée en dehors des eaux européennes et sans le recours aux moyens de l'OTAN. Action commune 2003/423/PESC du Conseil, du 5 juin 2003 Décision 2003/432/PESC du Conseil du 12 juin 2003, |
| 2005        | 2007      | Soutien de l'UE à l'AMIS II | Soudan                           |            | Action de soutien civilo-militaire à la mission de l'Union africaine au Darfour Action commune 2005/557/PESC, du Conseil, du 18 juillet 2005 |
| 2006        | 2006      | EUFOR RD Congo              | République démocratique du Congo | #1671      | Opération militaire de soutien des casques bleus de la MONUC durant la période des élections de 2006 en RDC. La mission, conduite par l'état-major stratégique de Potsdam et par un état-major tactique français, s'est achevée le 30 novembre 2006. Action commune 2006/319/PESC du Conseil, du 27 avril 2006 |
| 2008        | 2009      | EUFOR Tchad/RCA             | Tchad, République centrafricaine |            | Opération militaire de transition dans l'Est du Tchad et dans le Nord-Est de la République centrafricaine mise en route le 28 janvier 2008 pour un travail en étroite coordination avec la présence des Nations unies dans l'Est du Tchad et dans le Nord-Est de la République centrafricaine (MINURCAT) afin d'améliorer la sécurité dans ces régions,. Action commune 2007/677/PESC du Conseil du 15 octobre 2007 |
| 2011        | 2011      | EUFOR Libye                 | Libye                            |            | Opération militaire d'aide humanitaire mort-née, faute d'un accord sur ses caractéristiques avec l'ONU. Décision 2011/210/PESC du Conseil du 1er avril 2011 |
| 2014        | 2015      | EUFOR RCA                   | République centrafricaine        |            | Mise en place en 2014 afin d'assurer la sécurisation dans « la zone de Bangui » pour les civils et les humanitaires. La mission a pris fin le 23 mars 2015. Elle est remplacée par la mission EUMAM RCA le 16 mars 2015. Décision 2014/73/PESC du Conseil du 10 février 2014 |
| 2015        | 2016      | EUMAM RCA                   | République centrafricaine        |            | Mission militaire de conseil à l'armée centrafricaine. Décision 2015/442/PESC du Conseil du 16 mars 2015 |
| 2015        | 2020      | EUNAVFOR Med Sophia         | Méditerranée                     |            | Opération aéronavale au large de la Libye. Elle repose sur la décision 2015/972/PESC du Conseil du 22 juin 2015,. Elle s'achève le 31 mars 2020 parallèlement au lancement de l'opération IRINI. |

### Missions civiles
| Début | Fin  | Opération                                                              | Zone d'opération                 | Mandat ONU | Nature |
| ----- | ---- | ---------------------------------------------------------------------- | -------------------------------- | ---------- | --- |
| 1991  | 2000 | ECMM                                                                   | Yougoslavie                      |            | Mission d'observation de l'évolution de la situation dans l'ex-Yougoslavie adoptée conformément à la déclaration de Brioni de juillet 1991. |
| 2000  | 2007 | EUMM Balkans                                                           | Balkans                          |            | Mission d'observation de l'évolution de la situation dans les Balkans, qui fait suite à la mission ECMM. Elle est mise en place par l'action commune 2000/811/PESC du 22 décembre 2000. |
| 2003  | 2012 | EUPM BiH Mission de police de l'Union européenne en Bosnie-Herzégovine | Bosnie-Herzégovine               |            | Première mission lancée officiellement au titre de la PESD. Opération de renforcement de la police bosniaque, en remplacement de la mission de l'ONU en Bosnie-Herzégovine (MINUBH) et dans le cadre de l'International Police Task Force (IPTF) décrite dans l'annexe E des accords de Dayton. Cette mission a compté jusqu'à 600 personnels.                                                                     |
| 2003  | 2005 | EUPOL Proxima                                                          | Macédoine                        |            | Mission de soutien à la police macédonienne. |
| 2004  | 2005 | EUJUST Thémis                                                          | Géorgie                          |            | Mission de soutien du processus de transition démocratique en Géorgie. |
| 2005  | 2007 | EUPOL Kinshasa                                                         | République démocratique du Congo | #1493      | Mission de formation des forces de polices de Kinshasa, capitale de la RDC. - Action commune 2006/913/PESC du Conseil, du 7 décembre 2006 - Action commune 2006/868/PESC du Conseil, du 30 novembre 2006 |
| 2005  | 2016 | EUSEC RD Congo                                                         | République démocratique du Congo | #1592      | Mission de conseil et d'assistance pour aider la restructuration et la réforme des forces armées de la RDC. - Action commune 2009/709/PESC du Conseil du 15 septembre 2009 - Action commune 2009/509/PESC du Conseil du 25 juin 2009 - Action commune 2008/491/PESC du Conseil du 26 juin 2008 - Action commune 2007/406/PESC du Conseil, du 12 juin 2007 - Action commune 2005/355/PESC du Conseil, du 2 mai 2005 |
| 2005  | 2013 | EUJUST Lex Iraq                                                        | Irak                             |            | Mission de renforcement des capacités judiciaires. |
| 2005  | 2006 | AMM Aceh                                                               | Indonésie                        |            | Mission de surveillance à Aceh, faisant suite à l'accord intervenu entre le gouvernement indonésien et le groupe rebelle du mouvement pour l'Aceh libre. |
| 2005  | 2006 | EUPAT Fyrom                                                            | Macédoine                        |            | Mission de conseil à la police macédonienne, qui fait suite à la mission EUPOL Proxima. |
| 2007  | 2016 | EUPOL Afghanistan                                                      | Afghanistan                      | #1746      | Mission de soutien à la police afghane. |
| 2007  | 2014 | EUPOL RD Congo                                                         | République démocratique du Congo | #1493      | Mission de soutien à la police congolaise. Action commune 2009/466/PESC du Conseil du 15 juin 2009 Action commune 2009/769/PESC du Conseil du 19 octobre 2009 Action commune 2008/485/PESC du Conseil du 23 juin 2008 Action commune 2008/38/PESC du Conseil du 20 décembre 2007 Action commune 2007/405/PESC du Conseil du 12 juin 2007                                                                           |
| 2008  | 2010 | EUSSR Guinée-Bissau                                                    | Guinée-Bissau                    |            | Mission d'assistance à la réforme des forces de sécurité. Action commune 2009/405/PESC du Conseil du 18 mai 2009 Action commune 2008/112/PESC du Conseil du 12 février 2008 |
| 2012  | 2014 | EUAVSEC Soudan du Sud                                                  | Soudan du Sud                    |            | Mission de sureté aérienne Décision 2012/312/PESC du Conseil du 18 juin 2012 |

## Sources

#### Législation
- Action commune  2000/811/PESC du Conseil concernant la Mission de surveillance de l'Union européenne, 32000E0811, adoptée le 22 décembre 2000, JO du 23 décembre 2000, p. 53-54, entrée en vigueur le 22 décembre 2000  [consulter en ligne, notice bibliographique]
- Action commune  2004/570/PESC du Conseil concernant l'opération militaire de l'Union européenne en Bosnie-et-Herzégovine, 32004E0570, adoptée le 12 juillet 2004, JO du 28 juillet 2004, p. 10-14, entrée en vigueur le 12 juillet 2004  [consulter en ligne, notice bibliographique]
- Action commune  2008/736/PESC du Conseil concernant la mission d’observation de l’Union européenne en Géorgie, EUMM Georgia, 32008E0736, adoptée le 15 septembre 2005, JO du 17 septembre 2005, p. 26-31, entrée en vigueur le 15 septembre 2005  [consulter en ligne, notice bibliographique]
- Action commune  2005/797/PESC du Conseil concernant la mission de police de l’Union européenne pour les territoires palestiniens, 32005E0797, adoptée le 14 novembre 2005, JO du 17 novembre 2005, p. 65-69, entrée en vigueur le 14 novembre 2005  [consulter en ligne, notice bibliographique]
- Action commune  2005/889/PESC du Conseil établissant une mission de l’Union européenne d’assistance à la frontière au point de passage de Rafah (EU BAM Rafah), 32005E0889, adoptée le 14 décembre 2005, JO du 14 décembre 2005, p. 28-32, entrée en vigueur le 12 décembre 2005  [consulter en ligne, notice bibliographique]
- Union européenne, Protocole d’accord entre la Commission européenne, le gouvernement de la République de Moldova et le gouvernement de l’Ukraine du 7 octobre 2005 concernant la mission d’assistance de l’Union européenne à la frontière entre la République de Moldova et l’Ukraine, EUR-Lex, 2005 (lire en ligne)
- Action commune  2008/124/PESC du Conseil relative à la mission État de droit menée par l'Union européenne au Kosovo, EULEX KOSOVO, 32008E0124, adoptée le 4 février 2008, JO du 16 février 2008, p. 92-98, entrée en vigueur le 4 février 2008, abrogée le 14 juin 2014 par 32012D0291 [consulter en ligne, notice bibliographique]
- Action commune  2008/851/PESC du Conseil concernant l’opération militaire de l’Union européenne en vue d’une contribution à la dissuasion, à la prévention et à la répression des actes de piraterie et de vols à main armée au large des côtes de la Somalie, 32008E0851, adoptée le 10 novembre 2008, JO du 12 novembre 2008, p. 33-37, entrée en vigueur le 10 novembre 2008  [consulter en ligne, notice bibliographique]
- Décision  2010/197/PESC du Conseil relative au lancement d'une mission militaire de l'Union européenne visant à contribuer à la formation des forces de sécurité somaliennes (EUTM Somalia), 32010D0197, adoptée le 31 mars 2010, JO du 7 avril 2010, p. 33, entrée en vigueur le 31 mars 2010  [consulter en ligne, notice bibliographique]
- Décision  2012/291/PESC du Conseil modifiant et prorogeant l'action commune 2008/124/PESC relative à la mission «État de droit» menée par l'Union européenne au Kosovo, EULEX KOSOVO, 32012D0291, adoptée le 5 juin 2012, JO du 6 juin 2012, p. 46-47, entrée en vigueur le 5 juin 2012, abrogée le 14 juin 2014 par 32014D0349 [consulter en ligne, notice bibliographique]
- Décision  2012/389/PESC du Conseil relative à la mission de l’Union européenne visant au renforcement des capacités maritimes régionales dans la Corne de l’Afrique (EUCAP NESTOR), 32012D0389, adoptée le 16 juillet 2012, JO du 17 juillet 2012, p. 40-43, entrée en vigueur le 16 juillet 2012  [consulter en ligne, notice bibliographique]
- Décision  2012/392/PESC du Conseil concernant la mission PSDC de l’Union européenne au Niger (EUCAP Sahel Niger), 32012D0392, adoptée le 16 juillet 2012, JO du 17 juillet 2012, p. 48-51, entrée en vigueur le 16 juillet 2012  [consulter en ligne, notice bibliographique]
- Décision  2013/34/PESC du Conseil relative à une mission militaire de l’Union européenne visant à contribuer à la formation des forces armées maliennes (EUTM Mali), adoptée le 17 janvier 2013, JO du 18 janvier 2013, p. 19-21, entrée en vigueur le 17 janvier 2013  [consulter en ligne, notice bibliographique]
- Décision  2013/233/PESC du Conseil relative à la mission d'assistance de l'Union européenne pour une gestion intégrée des frontières en Libye (EUBAM Libya), 32013D0233, adoptée le 22 mai 2013, JO du 24 mai 2013, p. 15-18, entrée en vigueur le 22 mai 2013  [consulter en ligne, notice bibliographique]
- Décision  2014/219/PESC du Conseil relative à la mission PSDC de l'Union européenne au Mali (EUCAP Sahel Mali), 32014D0219, adoptée le 15 avril 2014, JO du 16 avril 2014, p. 21-26, entrée en vigueur le 15 avril 2014  [consulter en ligne, notice bibliographique]
- Décision  2014/349/PESC du Conseil modifiant l'action commune 2008/124/PESC relative à la mission «État de droit» menée par l'Union européenne au Kosovo, EULEX KOSOVO, 32014D0349, adoptée le 12 juin 2014, JO du 13 juin 2014, p. 42-44, entrée en vigueur le 16 juin 2014  [consulter en ligne, notice bibliographique]
- Décision  2014/486/PESC du Conseil relative à la mission de conseil de l'Union européenne sur la réforme du secteur de la sécurité civile en Ukraine (EUAM Ukraine), 32014D0486, adoptée le 22 juillet 2014, JO du 23 juillet 2014, p. 42-47, entrée en vigueur le 22 juillet 2014  [consulter en ligne, notice bibliographique]
- Décision  2015/972/PESC du Conseil lançant l'opération militaire de l'Union européenne dans la partie sud de la Méditerranée centrale (EUNAVFOR MED), adoptée le 22 juin 2015, JO du 23 juin 2015, p. 51, entrée en vigueur le 22 juin 2015  [consulter en ligne, notice bibliographique]
- Décision  2016/1137/PESC du Conseil relative au lancement de la mission militaire de formation PSDC de l'Union européenne en République centrafricaine (EUTM RCA), 32016D1137, adoptée le 12 juillet 2016, JO du 13 juillet 2016, p. 25, entrée en vigueur le 12 juillet 2016  [consulter en ligne, notice bibliographique]

- Décision  (PESC) 2016/2240 du Conseil modifiant la décision 2012/389/PESC relative à la mission de l'Union européenne visant au renforcement des capacités maritimes régionales dans la Corne de l'Afrique (EUCAP NESTOR), 32016D2240, adoptée le 12 décembre 2016, JO du 13 décembre 2016, p. 18-19, entrée en vigueur le 12 décembre 2016  [consulter en ligne, notice bibliographique]
- Décision  (PESC)  2021/1143 du Conseil relative à une mission de formation militaire de l’Union européenne au Mozambique (EUTM Mozambique), adoptée le 12 juillet 2021, JO du 13 juillet 2021, entrée en vigueur le 13 juillet 2021  [consulter en ligne, ]
- Décision  (PESC) 2022/1968 du Conseil relative à une mission d’assistance militaire de l’Union européenne en soutien à l’Ukraine (EUMAM Ukraine), 32022D1968, adoptée le 17 octobre 2022, JO du 18 octobre 2022, p. 85-91, entrée en vigueur le 17 octobre 2022  [consulter en ligne, notice bibliographique]

#### Ouvrages
- André Dumoulin et Nicolas Gros-Verheyde, La politique européenne de sécurité et de défense commune : parce que l'Europe vaut bien une défense, Paris, Bruxelles, Éditions du Villard, B2, avril 2017, 492 p. (ISBN 978-2-9560013-0-0, lire en ligne)
- (en) Maxime H. A. Larivé, Debating European Security and Defense Policy : Understanding the Complexity, Routledge, coll. « Global Interdisciplinary Studies Series », 2016, 280 p. (ISBN 978-1-317-15430-3, lire en ligne)
- András István Türke, La géopolitique des premières missions de l'Union européenne en Afrique, Paris, L'Harmattan, 2016, 250 p. (ISBN 978-2-343-08919-5)

#### Sites internet
- (en) European Union External Action Services (EEAS), EU CSDP Missions and Operations for Human Security, mai 2019 (lire en ligne).
- (en) Union européenne, « European Union Force in Bosnia and Herzegovina », sur euforbih.org, Union européenne (consulté le 17 novembre 2017)
- (en) Union européenne, « European Union Naval Force Operation Atalanta », sur eunavfor.eu, Union européenne (consulté le 17 novembre 2017)
- CERPESC, « Missions et opérations de l'Union européenne », sur europavarietas.org, European Solutions for Defence and Crisis Management, 27 octobre 2017 (consulté le 17 novembre 2017)
- Service européen pour l'action extérieure, « Mission de formation militaire en Somalie (EUTM Somalia) », sur Service européen pour l'action extérieure (consulté le 17 novembre 2017)
- Union européenne, « EUTM Mali », sur eutmmali.eu, Union européenne (consulté le 17 novembre 2017)
- Union européenne, « EUNAVFOR MED opération SOPHIA », sur Service européen pour l'action extérieure (consulté le 17 novembre 2017)
- Union européenne, « Military training mission in the Central African Republic (EUTM RCA) », sur Service européen pour l'action extérieure (consulté le 17 novembre 2017)
- (en) Union européenne, « EUBAM », sur eubam.org, Union européenne (consulté le 17 novembre 2017)
- (en) Union européenne, « EUBAM Rafah », sur eubam-rafah.eu, Union européenne (consulté le 17 novembre 2017)
- (en) Union européenne, « EUPOL Copps », sur eupolcopps.eu, Union européenne (consulté le 17 novembre 2017)
- (en) Union européenne, « EULEX Kosovo », sur eulex-kosovo.eu (consulté le 28 novembre 2017)
- (en) Union européenne, « EUMM Georgia », sur eumm.eu (consulté le 28 novembre 2017)
- (en) Union européenne, « EUCAP Nestor », sur eucap-nestor.eu, 2017 (consulté le 28 novembre 2017)
- (en) Union européenne, « EUAM Ukraine », sur euam-ukraine.eu (consulté le 30 novembre 2017)
- (en) Union européenne, « EUBAM Libya », sur le site du Service européen pour l'action extérieure (consulté le 30 novembre 2017)
- Union européenne, « EUCAP Sahel Mali », sur eucap-sahel-mali.eu (consulté le 30 novembre 2017)

## Compléments